# Something Beautiful (Miley Cyrus)
Something Beautiful è il nono album in studio della cantante statunitense Miley Cyrus, pubblicato il 30 maggio 2025 dalla Columbia.

## Antefatti
Nel novembre 2024, attraverso un'intervista con Harper's Bazaar, l'artista ha annunciato che stava lavorando a un nuovo album intitolato Something Beautiful. Ispirata da The Wall (1979) dei Pink Floyd, la Cyrus ha descritto il disco come un album visivo incentrato sul tema della «guarigione». L'artista ha iniziato ad anticipare l'uscita del progetto a partire dal 17 marzo 2025, aggiornando i suoi profili sui social media e il suo sito web, oltre a poster fissati in tutto il mondo. La cantante ha ufficialmente annunciato l'album, la data di pubblicazione e la copertina il 24 marzo seguente.

## Promozione
Il 31 marzo 2025 il videoclip della prima traccia Prelude è stato presentato in anteprima sul canale YouTube ufficiale, diretto dalla Cyrus, Jacob Bixenman e Brendan Walter. Lo stesso giorno è stato distribuito anche il video musicale per la title-track Something Beautiful.
L'album sarà accompagnato da un film musicale con lo stesso nome, la cui uscita è prevista nelle sale cinematografiche statunitensi il 12 giugno.

## Accoglienza
| Recensione      | Giudizio |
| --------------- | -------- |
| Consequence     |          |
| Newsic          | 6/10     |
| NME             |          |
| Ondarock        | 7/10     |
| Paste           |          |
| Rockol          | 7,5/10   |
| Rolling Stone   |          |
| Slant Magazine  |          |
| Sputnikmusic    |          |
| The Guardian    |          |
| The Independent |          |
| The Telegraph   |          |
| Variety         |          |

Something Beautiful ha ottenuto recensioni generalmente positive da parte della critica specializzata. Su Metacritic, sito che assegna un punteggio normalizzato su 100 in base a critiche selezionate,  l'album ha ottenuto un punteggio medio di 70 basato su quattordici recensioni.

## Tracce
1. Prelude – 2:36 (Miley Cyrus, Maxx Morando, Cole Haden, Shawn Everett, Jonathan Rado, Michael Pollack)
2. Something Beautiful – 4:32 (Miley Cyrus, Maxx Morando, Max Taylor-Sheppard, Michael Pollack, Ryan Beatty)
3. End of the World – 4:10 (Miley Cyrus, Michael Pollack, Gregory Aldae Hein, Shawn Everett, Jonathan Rado, Molly Rankin, Alec O'Hanley)
4. More to Lose – 4:35 (Miley Cyrus, Michael Pollack, Autumn Rowe)
5. Interlude 1 – 1:14 (Miley Cyrus, Maxx Morando, Max Taylor-Sheppard, Shawn Everett, Jonathan Rado, Michael Pollack)
6. Easy Lover – 3:06 (Miley Cyrus, Michael Pollack, Ryan Tedder, Omer Fedi)
7. Interlude 2 – 1:30 (Miley Cyrus, Maxx Morando, Shawn Everett, Jonathan Rado, Michael Pollack)
8. Golden Burning Sun – 4:54 (Miley Cyrus, Michael Pollack, Shawn Everett, Jonathan Rado, Bibi Bourelly, Tobias Jesso Jr.)
9. Walk of Fame (feat. Brittany Howard) – 6:00 (Miley Cyrus, Brittany Howard, Maxx Morando, Michael Pollack, Shawn Everett, Jonathan Rado)
10. Pretend You're God – 4:39 (Miley Cyrus, Maxx Morando, Gregory Aldae Hein, Michael Pollack, Andrew Wyatt, Emile Haynie, Shawn Everett, Jonathan Rado)
11. Every Girl You've Ever Loved (feat. Naomi Campbell) – 5:18 (Miley Cyrus, Michael Pollack, Shawn Everett, Alec O'Hanley, Jonathan Rado, Marie Davidson, David Dewaele, Stephen Dewaele, Pierre Guerineau, Molly Rankin)
12. Reborn – 5:42 (Miley Cyrus, Gregory Aldae Hein, Michael Pollack, Maxx Morando, Max Taylor-Sheppard, Shawn Everett, Jonathan Rado, Ethan Shevin, Ian Gold)
13. Give Me Love – 3:51 (Miley Cyrus, Tom Hull, Tyler Johnson)

## Classifiche
| Classifica (2025) | Posizione massima |
| ----------------- | ----------------- |
| Australia         | 4                 |
| Belgio (Fiandre)  | 6                 |
| Belgio (Vallonia) | 2                 |
| Canada            | 13                |
| Danimarca         | 18                |
| Finlandia         | 31                |
| Francia           | 13                |
| Germania          | 4                 |
| Irlanda           | 14                |
| Italia            | 23                |
| Lituania          | 32                |
| Norvegia          | 14                |
| Nuova Zelanda     | 2                 |
| Paesi Bassi       | 6                 |
| Portogallo        | 3                 |
| Regno Unito       | 3                 |
| Repubblica Ceca   | 28                |
| Slovacchia        | 75                |
| Spagna            | 6                 |
| Stati Uniti       | 4                 |
| Svezia            | 24                |
| Svizzera          | 3                 |